# Délégué à la sûreté nucléaire et à la radioprotection pour les activités et installations intéressant la Défense
Le terme de délégué à la sûreté nucléaire et à la radioprotection pour les activités et installations intéressant la défense (DSND) désigne à la fois l'Autorité de sûreté nucléaire de la défense (ASND), rattachée au ministère français des Armées, ainsi que la personne qui la dirige.
Depuis 2001, le DSND définit la réglementation en matière de sûreté nucléaire et met en œuvre les contrôles des installations nucléaires de base secrètes (INBS), depuis les centres civils du Commissariat à l'énergie atomique (CEA) qui participent à la bombe atomique jusqu’aux sous-marins nucléaires.

## Titulaires du poste

### Marcel Jurien de la Gravière (2003-2011)
Marcel Massias-Jurien de la Gravière, né le 15 juillet 1941, baron de la noblesse d'Empire, époux de Catherine Toy-Riont, est le président du comité d’orientation de la direction de l’expertise nucléaire de défense (CODEND) de l’Institut de radioprotection et de sûreté nucléaire (IRSN), succédant à Emmanuel Sartorius, en poste depuis 2006. Il est ancien élève ingénieur de l’École nationale supérieure de chimie de Rennes et président de l’Association des anciens élèves de cette école. Il commence sa carrière au commissariat à l'Énergie atomique (CEA) en 1989 à la Direction des applications militaires (DAM). En 1997, il est désigné pour le poste de directeur du Centre de Cadarache.
En 2000, il devient administrateur général adjoint du CEA, puis en 2003 directeur du Pôle Gestion et Systèmes d'Information. De 2003 à 2011, il est nommé par décret Délégué à la sûreté nucléaire et à la radioprotection pour les activités et installations intéressant la Défense (DSND). Dans ce cadre, il travaille notamment sur la sécurisation des sites d'essais nucléaires en Polynésie française (y compris l'atoll de Moruroa) et les conséquences sanitaires. Il est reçu à cette occasion par le président de l'Assemblée Polynésienne Philip Schyle. Il est par ailleurs officier de la Légion d’honneur et officier dans l’ordre national du Mérite. Depuis 2009, il est membre du Haut Comité pour la transparence et l’information sur la sécurité nucléaire (HCTISN), en tant que représentant des services de l’État concernés.  

### Bernard Dupraz (2011-2016)
Bernard Dupraz, né en 1955, est le directeur général adjoint Production et ingénierie d'Electricité de France depuis 2004. Il était membre du comité exécutif d'EDF et du comité de l'Énergie atomique du commissariat à l'Énergie atomique et aux Énergies alternatives.
Ancien élève de l'École Polytechnique et de l'École des mines de Paris, il commence sa carrière en 1980 au bureau de contrôle de la construction nucléaire au ministère de l'Industrie. En 1986, il intègre EDF en tant que directeur de la maintenance à la centrale nucléaire  de Gravelines. En 1989, il devient directeur de la centrale nucléaire de Cattenom. En 1999, il devient directeur de la division ingénierie et services d'EDF, puis directeur délégué de la branche production et ingénierie d'EDF en 2002 et conduit le développement du réacteur nucléaire EPR.
Par décret du président de la République Nicolas Sarkozy du 5 mai 2011, Bernard Dupraz est nommé DSND, en remplacement de Marcel Jurien de la Gravière, qui était le précédent DSND de 2003 à 2011.

### Alain Guillemette (2016-2021)
Alain Guillemette est diplômé de l'École nationale supérieure de techniques avancées Bretagne. Il commence sa carrière à l'Île Longue à la pyrotechnie en tant que chef de la division pyronucléaire à la DCN (Direction des Constructions Navales) en 1985. En 1990, il rejoint le Service Technique des Constructions et Armes Navales (STCAN) ou il assure la fonction d'ingénieur sécurité nucléaire Air-sol moyenne portée (ASMP) et Missile mer-sol balistique stratégique (MSBS).
Entre 1994 et 1996, à la Direction des Missiles et de l'Espace (DME) il est chargé du maintien en condition opérationnelle du Missile M4 et de la fin de développement du Missile M45 comme adjoint au directeur du programme. À cette occasion, il est responsable des essais en vol des MSBS. De décembre 1996 à mi-2001, au sein de la mission atome puis à l'inspection de l'armement, il est chargé des dossiers de sûreté nucléaire relevant du délégué général de l'armement. Durant cette période, il représente la direction générale de l'Armement durant la réforme de l'organisation concernant la sûreté nucléaire au sein de la Défense.
Entre mi-2001 et fin 2005, il est affecté aux programmes aéronautiques. Il s'occupe des Atlantique 2, Falcon 50, Super-étendard… En décembre 2005, il devient directeur du segment « systèmes de missiles air-sol nucléaires » et directeur du programme d'ensemble HORUS au sein du service des programmes nucléaires des missiles. Du 1er juin 2007 au 31 août 2011, il est directeur de l'unité de management HORUS couvrant l'armement air-sol nucléaire et directeur des programmes d'ensemble HORUS (composante nucléaire aéroportée) et HERMES (transmissions nucléaires) et de l'opération d'ensemble « transports spéciaux ».
Entre le 1er septembre 2011 et le 31 août 2014, il est directeur de DGA Essais de missiles. Du 1er septembre 2014 au 31 mai 2016, il est chargé de mission « dissuasion ». Depuis le 1er juin 2016, l'ingénieur-général hors classe Alain Guillemette assure le poste de délégué à la sûreté nucléaire et à la radioprotection pour les activités et installations intéressant la Défense.
Il est chevalier de l'ordre national de la Légion d'honneur, officier de l'ordre national du Mérite, et est également décoré de la médaille de l'Aéronautique.

### François Bugaut (depuis 2021)
François Bugaut est nommé DSND le 2 juin 2021, en remplacement d'Alain Guillemette. Cet ingénieur, diplômé de l'École centrale Paris, a effectué l'essentiel de sa carrière au Commissariat à l'énergie atomique (CEA). 
Entre 2004 et 2005, il est auditeur de la 41e session nationale du centre des hautes études de l'Armement (CHEAr). En 2011, il devient directeur du centre de recherche et de production d'armes nucléaires de Valduc, en Côte-d'Or. 
Il est nommé chevalier de l'ordre national du Mérite par décret du 15 novembre 2008.